# Arrows A4
L' Arrows A4 fu una vettura di Formula 1 che fece il suo debutto al Gran Premio del Sudafrica 1982  guidata da Brian Henton e Mauro Baldi, senza riuscire a qualificarsi per la gara.  Progettata da Dave Wass veniva spinta dal motore Ford Cosworth, montato su una monoscocca di alluminio. Dotata di cambio Hewland FGA400 e pneumatici Pirelli non fu particolarmente brillante in pista.
Iscritta a 15 gran premi nel corso del campionato 1982, ottenne 5 punti frutto di un quinto posto (GP del Canada) con Marc Surer e tre sesti posti, due con Mauro Baldi e uno ancora con Surer.